# Love & Peace = Paradise
「Love & Peace = Paradise」（Love & Peace = パラダイス）是日本的女子偶像歌手真野惠里菜的第5张单曲。2009年11月25日由hachama发售。

## 概要
- 「Love & Peace = Paradise」是東京電視台兒童電視劇「Kitty's Paradise peace」的片尾曲，亦是舞台劇的主題曲
- 此單曲是S/mileage從Hello! Project Egg畢業前最後一次擔任伴舞。
- 此單曲有4個版本，分別有「初回生産限定盤A - C」和「CD ONLY」。「初回生産限定盤」收錄了「Love & Peace = Paradise」的PV。
- 在12月7日於公信榜单曲週排行榜取得第12位。

## 收錄内容

### CD（初回生産限定盤A、初回生産限定盤B、CD ONLY）
1. Love & Peace = Paradise
（作詞：三浦徳子 作曲：経塚泰誠 編曲：大久保薫）
2. Love & Peace = Paradise（feat. Hello Kitty）
（作詞：三浦徳子 作曲：経塚泰誠 編曲：大久保薫）
3. 18歲的季節（18才の季節）
（作詞：三浦徳子 作曲：経塚泰誠 編曲：高橋諭一）
4. Love & Peace = Paradise(Instrumental)

### DVD（初回生産限定盤A）
1. Love & Peace = Paradise（Dance Shot Ver.）

### DVD（初回生産限定盤B）
1. Love & Peace = Paradise（Buranko Ver.）